# پاژنچوو
پاژنچوو (به لهستانی:  Parzęczewo) یک روستا در لهستان است که در گمینا کامینگتس واقع شده‌است. پاژنچوو ۶۳۹ نفر جمعیت دارد.